# Castulo conographa
Castulo conographa là một loài bướm đêm thuộc phân họ Arctiinae, họ Erebidae.